# Панчевачко српско црквено певачко друштво
Панчевачко српско црквено певачко друштво основано је 29.03.1838. године. Основано је при Успенском храму од стране грађана Панчева. Друштво као такво је престајало са активностима услед ратних стања и због политичке неподобности али није престајало да постоји, те важи за најстарије друштво овог типа у држави и региону. Многи знаменити и познати људи били су, а и данас су, чланови овог друштва.
Друштво је познато још и по томе што је прво увело четвороглас у црквено појање.

## Оснивање и рад Друштва
Панчевачко српско црквено певачко друштво основано је 29. марта 1838. при Успенском храму у Панчеву. До тада, ни један град у Србији и ширем региону није имао организовано певачко друштво, тако да је Панчевачко српско црквено певачко друштво (ПСЦПД) постало прво друштво тог типа и сматра се родоначелником црквеног појања. Од дана оснивања, до данашњих дана, Друштво је имало и има, дуг и плодоносан живот. У њему су своје место пронашли многи угледни грађани Панчева. Било је много тешких периода, претежно због ратних стања и политичких превирања. Ипак, посвећеношћу и несебичним радом знаменитих грађана Панчева, али и других, Никола Ђурковић, Прота Васа Живковић, потом Корнелије Станковић који је посветио „Божествену службу“ управо панчевачком Друштву, затим Даворин Јенко, па Мита Топаловић, Јован Бандур, др. Миховил Томандл  и други велики несебични људи, Друштво никада није престајало да делује.
Велика заслуга за очување традиције духовног појања и опстанка друштва, после Другог светског рата, припада академику Димитрију Стефановићу. Како је Друштво стварало историју и расло, тако је за свој рад заслужило Орден Св. Саве трећег реда, 1938., а Орден Св. Саве другог реда 1988. године. Друштву је велику част учинио Његово Височанство Краљ Петар II када је подарио заставу Друштву и примио се кумства при њеном освећењу и тако постао Високи покровитељ Панчевачког Српског Црквеног Певачког Друштва. Од 2000. године, уз вођство мр Вере Царине, друштво бележи велики број концертних активности, гостовања, учешћа на фестивалима и доноси много друштвених признања, награда и повеља.
Снимљена су и објављена четири аудио издања. Друштво редовно пева на Богослужењима у Светоуспенском храму, организује пробе и пријем нових чланова и учествује на најзначајнијим културним манифестацијама како у свом граду, тако и у целој нашој земљи. Друштво је добило Награду града Панчева за допринос култури и уметности за 2005. годину. Такође је освојило Прву награду и златну плакету, као и награду публике, на „Такмичењу Војвођанских хорова у Руми 2007“ и Посебну похвалу у категорији камерних хорова на такмичењу „Хорови међу фрескама” 2007. и 2008. године, у Београду.
Многи учени и напредни људи дали су свој допринос стварању и очувању традиције овог друштва: Даворин Јенко, Јосиф Це, Славољуб Лжичар, Вацслав Хорејшек, Лазар Бута, Коста Таназевић, Јован Бандур и други. Овој листи треба обавезно придодати и име Мите Топаловића, композитора, сликара и писца многих музичких списа за школе у Панчеву, почасног члана Српског ученог друштва и почасног члана Српске краљевске академије. Корнелије Станковић, један од најзначајнијих српских композитора је своју прву Божествену службу посветио управо овом Певачком друштву.
После Другог светског рата хором руководи Бранко Цвејић. Посебна заслуга за опстанак хора у постратном времену, за које се може рећи да је било најтеже за Певачко друштво,  припада Димитрију Стефановићу који и данас понекад диригује хором. До 2000 године тј. до доласка Вере Царине за хоровођу, хор је врло ретко имао јавне наступе, међутим од тада за врло кратко време хор је имао три јавна наступа. Децембра, 2000 године, поводом отварања новог концертног простора у евангелистичкој цркви у Панчеву, јанура 2001 за Светосавску академију и у априлу, исте године, Васкршњи концерт духовне музике у Светоуспенској цркви у Панчеву.

## Историјат
Музички живот у пограничном Панчеву од зачетка, у 19. веку, до данас, је везан за Светоуспенски храм, верујуће музичаре, певаче и свештенике. Почетком двадесетих година 19. века млади су се при цркви обучавали црквеном појању. Један од најспособнијих појаца, Павле Радивојевић, послат је у Русију, да унапреди своја знања. Донео је одатле, поред умећа и ентузијазма, прве ноте за мешовити хор. У Светоуспенском храму је основао хор, 1837. године, којим је дириговао. Панчевачко српско црквено певачко друштво званично је основано 29. марта 1838. Од тада непрекидно дејствује и пева на литургијама. Ово Друштво је постало центар културног живота целе Војводине. По узору на ПСЦПД оснивају се певачка друштва и у многим другим српским местима: у Пешти 1839., у Темишвару и Араду 1840., у гимназији у Новом Саду 1841., а потом и у другим градовима Јегри, Сегедину, Великом Бечкереку / Зрењанину. У Котору  се 1839. оснива Српско пјевачко друштво „Јединство“, а Београдско певачко друштво 1853.
Велики искорак ка развијању музичке културе и образовања код нас направљен је оснивањем музичке школе у оквиру Певачког друштва 1839. Поред певања у школи се учило и свирање на флаути и виолини. Када је Николи Ђурковићу, 1842. поверено да води друштво, он је рад проширио и на позориште. Резултат сарадње проте Васе Живковића, Ђурковића и трговца Васе Тамбурића је веома богат концертни и позоришни живот. Временом је позориште напредовало и израсло у веома квалитетно, са одличним костимима и сценографијом. Корнелије Станковић је своја клавирска и камерна дела и премијерно изводио управо ту. Панчевачко певачко друштво је за студије у Бечу стипендирало Драгомира Крањчевића, познатог српског виолинисту тог доба. Крањчевић је потом био концертмајстор Пештанске опере. Друштво је имало и свој оркестар који је учетвовао у позоришним комадима с музиком и изводио и популарне увертире из италијанских опера.
Деловање друштва је умногоме зависило од политичких прилика које су им понекад смањивале делокруг рада. За свог покровитеља Друштво је изабрало Св. Јована Дамаскина, првог писца октоиха. У наредним годинама, од 1863. до 1874., у друштву се смењују диригенти Даворин Јенко,  Славољуб Лжичар,  Јосиф Це,  Вацлав Хорејшек.  Премијерно је изведена, Литургија Корнелија Станковића, који је посветио Панчевачком певачком друштву своју другу Литургију. Друштво је обновило и утврдило своју педагошку мисију: Отворило је Велику певачку школу, Малу певачку школу и Велику женску певачку школу, оформило је богату нототеку, основало је Заједницу певачких друштава и формирало фонд из кога су се давале „редовне месечне потпоре“ талентованим студентима. Међу овим студентима су имена као што су Михајло Пупин, Јован Јовановић Змај, Јоаким Вујић, Ђура Јакшић, а један од првих стипендиста био је и Мита Топаловић, који је добио стипендију за музичке студије у Бечу.
Стипендиста Певачког друштва, Мита Топаловић, вратио се у Панчево и 1874. ступио на дужност хоровође. Овај свестрани музичар, композитор, диригент и педагог деловао је у Друштву више од три деценије. Издао је збирку песама за децу 1876. чиме је поставио темељ за развитак огранка певачке уметности веома важне и корисне у васпитавању подмладка. У том периоду такође је прерадио и дао у штампу „Литургију Св Јована Златоустог“, Корнелија Станковића, за мушки хор. Први Духовни Концерт у славу хиљадугодишњице св. Кирила и Mетодија Мита Топаловић је приредио 1885. чиме је отворио ново поље у певању црквених песама. Овакви концерти су уживали велику популарност, те су се одомаћили поред Београда и Карловаца и у другим местима. Друштво је тада бројало преко 150 чланова. Прва духовна концертна служба у цркви на Велики Петак изведена је 1887. , што је прешло у традицију друштва.  Чланови Друштва су формирали 1898. салонски оркестар. Изводили су популарна дела класичне музике. Оркестар је деловао две године, а онда је престао са радом јер су неки чланови напустили Панчево. Мита Топаловић, од 1885 до 1910. године, приређује 24 духовна концерта. Ти концерти су били од великог значаја за развитак црквене вокалне музике у српком народу. Концерти су привукли и младе музичаре, Мокрањца, Биничког, Толингера, Крањчевића и друге да компонују црквено – духовна дела, а певачка друштва да приређују такве концерте. Топаловић је на својим духовним концертима поред Мокрањца и Биничког, изводио углавном дела руских композитора.
Одласком Мите Топаловића са животне сцене завршила се једна плодна епоха певачког друштва. Мањи део композиција Топаловића сачувало је Певачко друштво, док је остатак загубила његова породица. Први светски рат донео је многе недаће Певачком друштву. Ухапшени су Председник и многи чланови певачког друштва. Архива је заплењена. Друштву је забрањен рад. Било им је дозвољено само да певају на литургијама. Друштво до 1919. води Туна Освалд, а потом Душан Дамаскин Давидовић, Радивој Ст. Петровић и Станислав Воларевић.
После Првог светског рата Друштво опет стаје на ноге. ПСЦПД постаје члан Јужнословенског певачког савеза. Стипендијом подржава младог Јована Бандура који студира у Бечу и Прагу. Када се вратио у Панчево 1926. Друштво је добило новог диригента. Од 1931. диригенти Радивој Ст. Петровић и Јосиф Николић Вучковић се смењују. Обновљена  је певачка школа и нотна библиотека. Друштво организује своју прву турнеју по Шумадији 1935. Са Костом Таназевићем и Миланом Бајшанским организује се 1936. Национална турнеја Друштва по Јужној Србији. Следеће године диригент је постао Антон Север.
Уочи стогодишњице друштва Краљ Петар Други примио се Свог Високог Покровитељства над Панчевачким српским црквеним певачким друштвом и Друштво одликовао похвалницом за рад и народно просвећење. Поводом јубилеја 1938., издата је обимна монографија коју је  написао дугогодишњи члан Друштва др. Миховил Томандл, „Споменица Панчевачког српског црквеног певачког друштва 1838-1938“. Краљ Петар Други подарио је Друштву заставу са грбом. На прослави стогодишњице друштва дириговао је Јован Бандур.
Убрзо после тога дошао је Други светски рат. По трећи пут Друштву, из политичких разлога рад је забрањен. Певаче су на окупу одржали диригенти, Васа Живковић, Лазар Бута, Сретен Давинић, Драгољуб Болманац, Слободан Захаријевић, Богдан Цвејић. Највећа заслуга за очување традиције ипак припада академику Димитрију Стефановићу, Панчевцу, који је својом преданошћу и упорношћу водио друштво кроз овај тежак период. Сачувао је Хор у коме су певали стари, предратни певачи. Понекад га је на литургијама као диригент замењивао Богдан Ћурчин. Уз помоћ Студијског хора музиколошког института проф. Димитрије је сачувао традицију певања дванаест композиција на Велики петак, коју је установио Мита Топаловић још крајем 19. века.

#### Новија историја
Нови чланови су почели да долазе у хор тек почетком осамдесетих година. Они нису имали могућност да уче литургију на пробама, већ само на слух током службе. Тако је и квалитет певања је опао. Почетком деведесетих Вера Царина окупља младе певаче и формира ново језгро. Убрзо је отишла у иностранство. Неколико година потом, рад са хором преузима Милица Кајганић из Београда, која је успела да сачува младе певаче и научи их да певају литургију. Учествовали су на Панчевачким данима духовне музике од оснивања 1998. године.
Након деведесетих година и почетком двехиљадитих, Вера Царина се вратила у Панчево, и на иницијативу проте Милована Глоговца и председника друштва Божидара Марошана,  преузела је рад са Хором. После неколико месеци припремила је и организовала Васкршњи концерт у Светоуспенском храму. Хор је наступио заједно са Хором града Панчева, и бројао је шездесетпет певача. Од тада хор Друштва напредује узлазном линијом. Из редова певача израстају и младе хоровође Борјана Стражмештеров и Мирјана Прашникар (Сланкаменац) које повремено диригују на литургијама. Поред редовног певања у цркви недељом и празником, хор је гостовао у скоро свим местима у Војводини. Више пута је учествовао у архијерејским службама у местима у Јужном Банату. На славама, приликом освећења цркава и манастира. На Видовдан 2003. оснива Савез Српских Хорова , по угледу на Јужнословенски певачки савез који је основао Краљ Александар почетком 20. века. ПСЦПД је био први потписник оснивачке повеље, као најстарије Друшво. Хор Друштва активно учествује и на фестивалима, концертима, такмичењима, сусретима хорова у Србији и иностранству.

## Хоровође
- Павле Радивојевић
- Никола Ђурковић
- Верa Царина
- Димитријe Стефановић
- Мита Топаловић
- Борјана Ловрић-Стражмештеров
- Мирјана Прашникар
- Љиљана Јошић
- Теодора Ристић
- Катарина Радусиновић
- Наташа Чавошки
- Весна Паунов-Смајловић
- Даворин Јенко
- Корнелије Станковић
- Славољуб Лжичар
- Лазар Бута
- Чеси: Вацлав Хирејшек и Јосиф Це
- Младен Максимовић
- Антоније Освалд
- Душан Давидовић
- Радивој Петровић
- Јосиф Николић – Вучковић
- Коста Таназевић
- Јован Бандур
- Васа Ивковић
- Сретен Давинић
- Драгољуб Болманац
- Слободан Захаријевић
- Богдан Цвејић
- Богдан Ћурчин
- Милица Кајганић
- Мирјана Сланкаменац

## Чланови хора
| Сопран - Soprano | Алт - Alt | Тенор - Tenor | Бас - Bass |
| --- | --- | --- | --- |
| Анка Јанковић Бранислава Жалац Мунић Душана Соломун Елеонора Тадић Ирена Ђурић Јована Шаровић Љубица Стошић Марија Илић Марија Миљић Милана Вишњић Милена Михајлов Нина Јовановић Светлана Боричић Славица Николић Тијана Недић | Борјана Стражмештеров Бранислава Димитријевић Бранка Ловрић Виолета Боројев Дуња Бранков Душка Живковић Ивана Абрамовић Ивана Милосављевић Исидора Ђерговић Јасмина Владисављевић Милица Лакић Миљана Михајловић Татјана Стојановић | Александар Петровић Боривоје Бешлин Горан Миљковић Дамир Прашникар Игор Куртз Коста Суботић Милун Станић Милош Павловић Синиша Радин | Божидар Марошан Бранислав Антић Горан Илић Горан Топић Душан Пупић Љубиша Вулевић Милош Крстић Предраг Томић Стеван Момиров |

## Признања
САЧУВАНА ПРИЗНАЊА ПАНЧЕВАЧКОГ СРПСКОГ ЦРКВЕНОГ ПЕВАЧКОГ ДРУШТВА
- Поређано по значају -
- Орден Св. Саве трећег реда, поводом прославе 100. годишњице Друштва / 1938. године
- Застава – поклон Краља Петра Другог, који се примио Свог Високог Кумства при њеном освећењу / 1938. године
- Орден Св. Саве другог реда, поводом прославе 150. годишњице Друштва / 1988. године
- Орден Св. Теодора Вршачког (2008) – највише одликовање Српске православне Епархије банатске поводом 170 година активног рада, доделио Епископ банатски господин Никанор
- Сребрна лира – поклон Ломског музичког певачког друштва „Петко Стагинов“ – Лом, Бугарска, поводом 100. годишњице Друштва / 12. јуна 1938. године
- Златник, изображен Вожд Карађорђе – поклон Светог архијерејског синода Српске православне цркве, Видовдан / 2003. године
- Златник – Коста Анастасијевић / 2008. године
- Златна плакета 44. фестивала музичких друштава Војводине / 2007. године
- Грамата признања поводом 165 година постојања и активног појања на богослужењима и концертима – доделио Епископ Жички и администратор Епархије банатске господин Хризостом / 2003. године
- Грамата – Награда града Панчева за допринос култури и уметности за 2005. годину
- Грамата признања најбољем црквеном хору на Фестивалу – Фестивал православне дух. музике „Богородица – Достојно јест“, Поморје, Бугарска / 2005. године
- Грамата за врхунско извођење православне музике у конкуренцији вел. црквених хорова – Фестивал православне духовне музике „Богородица – Достојно јест“, Поморје, Бугарска / 2006. године
- Грамата благодарности Епископа Криворожског и Никопољског Јефрема / 02. октобра 2006. године
- Златна медаља – Фестивал православне духовне музике „Богородица – Достојно јест“, Поморје, Бугарска / 2006. године
- Златна плакета и прва награда на такмичењу војвођанских хорова у Руми / 2007. године
- Награда Војислав Илић – Фестивал „Хорови међу фрескама“, највиша награда, за аутентично извођење духовне музике, Београд / 17. јула 2008. године
- Повеља 10. фестивала „Хорови међу фрескама“, Београд / 15. јула 2004. године
- Повеља СО Соколац – Романија, Република Српска / 2004. године
- Повеља и хору и диригенту као најбољем црквеном хору на Фестивалу – Фестивал православне духовне музике „Богородица – Достојно јест“, Поморје, Бугарска / 2005. године
- Повеља Капетан Миша Анастасијевић – за очување културе и традиције Војводине, доделила Медиа инвент / 28. фебруара 2008. године
- Посебна похвала за аутентично извођење српске православне духовне музике у подкатегорији Велики хорови, Фестивал „Хорови међу фрескама“ Београд / 2003. године
- Посебна похвала Панчевачком српском црквеном певачком друштву за аутентично извођење српске православне духовне музике у подкатегорији Велики хорови, Фестивал „Хорови међу фрескама“ Београд / 2005. године
- Плакета „40. Мокрањчеви дани“ у Неготину / 2005. године
- Посебна похвала Панчевачком српском црквеном певачком друштву за извођење српске духовне музике у категорији Камерних хорова, Фестивал „Хорови међу фрескама“ Београд / 2007. године
- Посебна похвала фестивала Хорови међу фрескама Камерном хору Панчевачког српског црквеног певачког друштва за 170 година постојања и рада / 17. јула 2008. године
- Поклон плоча са изображењем Цркве Св. Луке у Котору – Додељена приликом сусрета на Аранђелов дан у Светоуспенском храму у Панчеву / 1995. године
- Икона Пр. Рафаило Банатски – Поклоњена поводом освећења храма у манастиру Хајдучица, уручио Њ.П. Епископ банатски Никанор / 2004. године
- Икона Богородице – поклон Епископа банатског господина Никанора (алава) / 17. децембар 2005. године
- Икона Богородице – Поклоњена поводом освећења Саборне цркве у Шиду / септембар, 2007. године
- Икона Преподобног Јакова – Поклон најбољем камерном хору на Фестивалу „Хорови међу фрескама“ Београд / 2008. године
- Икона (позлата) Св. Јована Крститеља – Поклон поводом Јубилеја од хора „Св. Јован Крститељ“ из Бачке Паланке
- Диплома Музичког друштва у Новом Саду – Почасном члану, Панчевачком српском црквеном певачком друштву, у знак признања за стогодишњи национални и културни рад / 20. јуна 1938. године
- Диплома Фестивала духовне музике у Нимбурку, Чешка / 2002. године
- Диплома братског Првог београдског певачког друштва / 2003. године
- Диплома за учешће на Фестивалу православне духовне музике „Богородица – Достојно јест“, Поморје, Бугарска / 2005.  године
- Диплома Смотре банатских хорова у Опову / мај 2007. године
- Диплома за изузетан успех у извођењу румунске музике на Данима румунске културе у Панчеву / август 2007. године
- Диплома Госпоинских сусрета у Ваљеву / септембар 2007. године
- Диплома Видовданских сусрета хорова, Рума / 2006. године
- Благодарност Светог архијерејског синода Српске православне цркве за учешће на Првом сабору српских хорова дијаспоре и отаџбине, у потпису Патријарх Павле, на Видовдан / 2003. године
- Захвалница за учешће на сусрету хорова у Бачкој Паланци од хора Свети Јован Крститељ / 13. септембра 2003. године
- Захвалница поводом прославе 165. годишњице Српског пјевачког друштва „Јединство“ из Котора / 04. децембра 2004. године
- Захвалница од КУД-а „Станко Пауновић“ за учешће на петом сусрету певачких група / новембра 2005. године
- Захвалница Министарства културе области Кривог Рога, Украјина / 2006. године
- Захвалница Саборне цркве у Сентандреји / јуна 2007. године
- Захвалница за дугогодишњу сарадњу са МШ “Јован Бандур“ Панчево / 14. маја 2007. године

## Галерија
- Црква Богородичиног успења
- Освећење храма у Панчеву
- Освећење Успенског храма
- Црква Успења Богородице
- Успенски храм у Панчеву
- Панчевци
- Успенски храм, Панчево
- Патријарх Варнава у Панчеву
- Освештење Успенског храма у Панчеву
- Освећење Успенског храма у Панчеву
- Успенска црква у Панчеву
- Црква Богородичиног успења у Панчеву